# ФК Краковија
Краковија (пољ. Cracovia; често погрешно називана и Краковија Краков) је најстарији пољски фудбалски клуб који постоји без прекида. Клуб је основан 13. јуна 1906. године. Клуб је један од оснивача Фудбалског савеза Пољске.

## Општи подаци
- Пун назив: спортско акционарско друштво „Градски спортски клуб Краковија“ (пољ. Miejski Klub Sportowy Cracovia SSA; фирма коју су заједнички основали Спортски клуб Краковија и општина Краков)
- Датум оснивања: 13. јун 1906. (као спортско акционарско друштво од 1998)
- Боје: бело-црвена
- Надимак: Паси (пруге;
- Председник: Јануш Филипјак (пољ. Janusz Filipiak)
- Стадион: Јожеф Пилсудски
  - Отворен: 25. септембра 2010.
  - Места: 15.000
- Тренер: Михал Пробијерж (пољ. Michał Probierz)
- тренер: Гжегож Курђел (пољ. Grzegorz Kurdziel)

## Састав
Састав од 21. октобра 2019. године, према званичном сајту.
Голмани
- 30.  Адам Вилк (пољ. Adam Wilk)
- 31.  Лукаш Хрошо
- 40.  Михал Пешкович (пољ. Michal Peškovič)

Одбрана
- 02.  Корнел Рапа
- 03.  Михал Сипљак (пољ. Michal Sipľak)
- 15.  Матеуш Пијењчак (пољ. Mateusz Pieńczak)
- 20.  Нико Датковић
- 33.  Камил Пестка
- 34.  Олексији Дитјајев
- 39.  Михал Хелик (пољ. Michał Helik)
- 82.  Дорјан Питула (пољ. Dorian Pituła)
- 85.  Давид Јаблонски (пољ. David Jablonský)
- 87.  Диего Фераресо

Средина
- 04.  Серђиу Ханка
- 05.  Јануш Гол
- 06.  Силвестер Лусјуш
- 08.  Милан Димун
- 11.  Матеуш Вдовјак (пољ. Mateusz Wdowiak)
- 24.  Сантос Нуњес (пољ. Matheus Santos Nunes)
- 25.  Михал Ракочи (пољ. Michał Rakoczy)
- 29.  Бојан Чечарић (пољ. Bojan Čečarić)
- 73.  Патрик Зауха (пољ. Patryk Zaucha)

Нападачи
- 09.  Рубио (пољ. Ruben Lopez Huesca)
- 10.  Пеле ван Амерсфорт (пољ. Pelle van Amersfoort)
- 17.  Винисијус Фереира
- 21.  Рафаил Лопеш
- 26.  Филип Пијшчек
- 77.  Себастијан Строзик
- 97.  Данијел Пик
- 99.  Томаш Вестјењицки (пољ. Tomáš Vestenický)

## Успеси
- Првенство Галиције (пољ. Mistrzostwo Galicji) - 1913.
- Првак Пољске (5 пута) - 1921, 1930, 1932, 1937, 1948.
- Вицепрвак Пољске - 1934, 1949.
- 3. место у Првој лиги: 1922, 1952.
- Полуфинале купа Пољске - 2007.

## Новогодишњи тренинг
Сваке године се, 1. јануара у 12:00 игра утакмица између тимова Краковије и Краковије II. Ова традиција је почела 1924. или 1925. године када су играчи, који су се враћали са новогодишњег бала, свратили на стадион да играју фудвал. Последњих година на Новогодишњим тренинзима учествује на хиљаде грађана Кракова..

## Највише наступа у првом тиму
- 503 - Еугењијуш Мазур (пољ. Eugeniusz Mazur; 1945-1959)
- 465 - Леополд Михно (пољ. Leopold Michno; 1954-1968)
- 454 - Станислав Шимчик (пољ. Stanisław Szymczyk; 1955-1971)
- 431 - Анджеј Ревилак (пољ. Andrzej Rewilak; 1960-1971)
- 422 - Зигмунт Хрушћињски (пољ. Zygmunt Chruściński; 1920-1935)
- 412 - Тадеуш Глимас (пољ. Tadeusz Glimas; 1945-1957)
- 408 - Јозеф Калужа (пољ. Józef Kałuża; 1912-1931)
- 401 - Анджеј Турецки (пољ. Andrzej Turecki; 1973-1983)
- 381 - Леон Сперлинг (пољ. Leon Sperling; 1917-1934)
- 378 - Анджеј Миколајевски (пољ. Andrzej Mikołajczyk; 1960-1971)

## Краковија у европским такмичењима
| Сезона | Такмичење     | Коло   | Држава     | Клуб              | Резултат |
| ------ | ------------- | ------ | ---------- | ----------------- | -------- |
| 2008   | Интертото куп | 1 коло | Белорусија | Шахтјор Салигорск | 1-2, 0-3 |